# Hán Văn Đế
Hán Văn Đế (chữ Hán: 漢文帝; 203 TCN – 6 tháng 7, 157 TCN), tên thật là Lưu Hằng (劉恆), là vị hoàng đế thứ năm của nhà Tây Hán trong lịch sử Trung Quốc, trị vì từ năm 180 TCN đến năm 157 TCN, tổng cộng gần 23 năm.
Sau khi Lã thái hậu chết, các đại thần Trần Bình và Chu Bột đã trừ khử các thân tính của họ Lã và phế truất cháu bà là Hán Hậu Thiếu Đế. Trong tình thế không có ai làm Hoàng đế, Trần và Chu quyết định phò tá Lưu Hằng, khi đó đang là vua chư hầu nước Đại. Bởi lẽ theo họ, mẹ ông là Bạc Cơ nổi tiếng hiền đức và quan trọng hơn là bà không có một gia thế quyền quý, không lập lại sự chuyên quyền của Lã hậu như trước.
Văn Đế được đánh giá cao trong sử sách Trung Quốc, nổi tiếng là một minh quân, thiết lập và cai trị quốc gia Đại Hán trở nên thái bình thịnh trị sau nhiều năm biến động. Ông nổi tiếng với các biện pháp tiết kiệm, giảm nhẹ hình phạt, tô thuế, và bị ảnh hưởng nhất định bởi vợ ông là Đậu hoàng hậu, một người theo học thuyết Đạo giáo.
Triều đại của ông cùng con trai ông Hán Cảnh Đế Lưu Khải được xưng là Văn Cảnh chi trị (文景之治), tạo nền tảng chắc chắn dưới thời đại của cháu nội ông là Hán Vũ Đế.

## Thân thế
Hán Văn Đế Lưu Hằng sinh khoảng năm 202 TCN, là con thứ tư của Hán Cao Tổ Lưu Bang, mẹ ông là Bạc phu nhân, người đất Ngô. Cha Bạc thị mất từ thời nhà Tần, mẹ - bà ngoại của Lưu Hằng - là Ngụy Ổn (魏媼). Khi Trần Thắng khởi nghĩa chống nhà Tần, các chư hầu tự lập để hưởng ứng, trong đó có nước Ngụy. Bạc thị được mẹ đưa vào cung hầu Ngụy vương Báo, được gọi là Bạc Cơ.
Nhà Tần mất, Hán và Sở tranh giành thiên hạ. Ngụy Báo vốn theo Hán, thấy Sở mạnh lại theo Sở. Năm 205 TCN, Lưu Bang sai Hàn Tín và Tào Tham đi đánh Ngụy, bắt sống Ngụy Báo mang về Vinh Dương, còn Bạc Cơ bị đưa đi dệt vải trong cung của Hán vương.
Một hôm Lưu Bang đến thăm chỗ những người dệt vải, trông thấy Bạc Cơ xinh đẹp bèn gọi vào hầu. Không lâu sau, Bạc Cơ có mang và sinh ra Lưu Hằng năm 202 TCN. Năm đó Lưu Bang diệt được Tây Sở Bá vương Hạng Vũ, thống nhất thiên hạ, lên ngôi Hoàng đế.

## Đại vương
Hán vương Lưu Bang đăng ngôi Hoàng đế, tức Hán Cao Tổ. Ông lần lượt tiêu diệt các công thần khai quốc là vua các nước chư hầu để phong cho các hoàng tử nhằm có thêm vây cánh củng cố quyền lực của nhà Hán.
Năm 196 TCN, Cao Tổ bình định xong quân làm phản Trần Hy ở nước Đại phía bắc, tiếp giáp với Hung Nô, bèn quyết định lập Lưu Hằng – khi đó lên 6 tuổi – làm Đại vương (代王), đóng đô ở Tấn Dương (晉陽; hiện nay là Thái Nguyên, Sơn Tây).
Năm 195 TCN, Hán Cao Tổ qua đời, anh khác mẹ của Lưu Hằng là Thái tử Doanh lên ngôi, tức là Hán Huệ Đế. Quyền hành của nhà Hán nằm trong tay Hoàng hậu của Cao Tổ hoàng đế là Lã hậu, lúc đó trở thành Hoàng thái hậu. Lã thái hậu ghét Thích phu nhân là mẹ Triệu vương Lưu Như Ý vì được Cao Tổ sủng ái nên ra lệnh giết Thích phu nhân rất tàn bạo. Nhiều cung nữ được Cao Tổ sủng ái cũng bị giam trong cung. Bạc Cơ xin đi lên nước Đại với con, Lã thái hậu thấy Bạc Cơ chưa từng làm mất lòng mình nên bằng lòng cho Bạc Cơ đi. Bạc Cơ trở thành thái hậu nước Đại.
Lã thái hậu nắm trọn quyền hành, thao túng triều đình. Hán Huệ Đế không có thực quyền, không điều hành được triều chính nên chán nản, sa vào tửu sắc. Được 7 năm thì Huệ Đế qua đời (188 TCN). Vì hoàng hậu của Huệ Đế không có con nên Lã thái hậu lấy con của một cung nữ vào làm Thái tử, lập lên ngôi, gọi là Hán Tiền Thiếu Đế. Sau đó, Lã thái hậu bức hại nhiều hoàng tử con của Cao Tổ như Lưu Như Ý, Lưu Hiển, Lưu Khôi, thay vào đó là con cháu họ Lã.
Năm 182 TCN, Lã thái hậu sau khi giết Triệu vương thứ 3 là Lưu Khôi bèn sai sứ giả nói với Đại vương Lưu Hằng, muốn đưa ông về làm Triệu vương. Lưu Hằng thấy ba người anh em lần lượt bị giết ở nước Triệu nên từ tạ Lã thái hậu, xin giữ vùng biên cương phía bắc. Do đó Lã thái hậu lập cháu mình là Lã Lộc làm Triệu vương. Tới lúc này, các con của Hán Cao Tổ đều đã qua đời hoặc bị hại chết, chỉ còn Đại vương Lưu Hằng và Hoài Nam vương Lưu Trường còn nhỏ là chưa bị động đến.

## Lên ngôi
Tháng 8 năm 180 TCN, Lã thái hậu qua đời. Tháng 9 năm đó, Thừa tướng Trần Bình và Giáng hầu Chu Bột làm binh biến giết hết các chư hầu và tướng quân của họ Lã; đồng thời giết luôn Hán Hậu Thiếu đế Lưu Hồng do Lữ thái hậu lập lên ngôi để thao túng.
Chư hầu và các quan đại thần bàn mưu với nhau rằng: 
Thiếu đế không phải là con của vua Huệ Đế. Nay chúng ta đã giết hết họ Lã mà lại để người họ lập lên, đến khi lớn Thiếu Đế cầm quyền thì chúng ta sẽ mất nòi. Không bằng xem trong các vương người nào tài giỏi nhất thì ta lập lên.
Có người bàn Tề vương là cháu đích tôn của Cao Tổ, nhưng các quan đại thần đều nói:
Họ Lữ là họ ngoại của nhà vua nhưng độc ác nên đã suýt nữa làm nguy đến tôn miếu, làm loạn các công thần. Nay trong gia đình mẹ Tề vương có Tứ Quân, Tứ Quân là người ác. Nếu lập Tề vương thì lại trở thành họ Lã mất.
Mọi người muốn lập Hoài Nam vương Lưu Trường nhưng lại cho là ít tuổi, nhà bên mẹ lại ác. Sau một hồi bàn bạc, có ý kiến cho rằng: 
Đại vương Lưu Hằng là người con lớn nhất trong số những người con của Cao Tổ còn sống. Người nhân đức, có hiếu, rộng rãi, trung hậu. Gia đình thái hậu họ Bạc lại chăm chỉ và tốt. Vả lại chúng ta lập người con lớn hơn cả cho nên hợp lẽ.
Các quan bèn sai người mời Lưu Hằng. Đại vương sai người từ tạ. Sứ giả đi về hai lần. Ông bèn mang việc ra bàn với thủ hạ. Trương Vũ can không nên về vì Trần Bình và Chu Bột đều là cựu thần và nhiều mưu mô; nhưng Tống Xương phân tích nên trở về vì cơ nghiệp họ Lưu. Sau khi bẩm lại với Bạc thái hậu, cuối cùng Đại vương nhận lời lên xe về Trường An.
Các quan cùng ra đón, dâng ngọc tỷ truyền quốc lên và tôn ông làm thiên tử ở cầu Vị Kiều. Lưu Hằng không vội vã nhận mà lệnh cho mọi người về đến cung Đại mới bàn việc nước. Khi vào cung, các quan do Trần Bình, Chu Bột đứng đầu cùng long trọng tâu trình và tôn ông làm thiên tử. Lưu Hằng bèn chính thức làm lễ lên ngôi.
Lưu Hằng làm Đại vương 16 năm thì lên ngôi Hoàng đế (180 TCN), tức là Hán Văn Đế. Lúc này ông 23 tuổi.

## Cai trị

### Chính sách nông nghiệp
Hán Văn đế phong Trần Bình làm Tả thừa tướng, Chu Bột làm Hữu thừa tướng, Quán Anh làm Thái uý, Tống Xương làm Vệ tướng quân thống lĩnh quân đội bắc nam.
Liền sau đó, Hán Văn Đế hạ lệnh cho các quận tiến cử người tài, nhờ vậy thu nạp được các nhân tài như Giả Nghị, Tiều Thác. Ông chú trọng xây dựng cơ nghiệp của cha để lại. Năm 178 TCN, theo lời kiến nghị của Giả Nghị, nên khuyến khích phát triển nông nghiệp, ông hạ chiếu khuyến nông cày cấy.
Ông hạ lệnh phục hồi lại chế độ tịch điền. Trước vụ xuân, ông đích thân tham gia việc đồng áng để làm gương cho thiên hạ. Tự tay ông cùng các chư hầu cầm cuốc ra đồng làm "Tịch lễ". Tịch lễ vốn có từ thời Tây Chu, từ thời Xuân Thu do chiến tranh liên miên nên các triều vua bỏ bễ việc này; Văn Đế đã khôi phục lễ đó để mọi người noi theo.
Với những quan lại sao nhãng chức trách đôn đốc dân làm nông, Văn đế xuống chiếu khuyến nông và khiển trách vào năm 168 TCN. Ông lệnh cho các quan phải sát sao với nghề nông, nơi nào thiếu giống và thiếu lương thì cấp phát. Những nơi gặp thiên tai đều được cứu tế. Nhờ chính sách khuyến nông, sản lượng lúa hằng năm đều tăng.

### Chính sách thuế và lao dịch
Hán Văn đế là vị vua chú trọng việc giảm nhẹ thuế khoá và lao dịch cho nhân dân. Năm 178 TCN, ông ra chiếu cho các châu quận giảm thuế, giảm việc làm lao dịch. Năm 177 TCN, Văn Đế cho dân Tấn Dương (Thái Nguyên, Sơn Tây, Trung Quốc ngày nay) và Trung Đô được miễn thuế trong 3 năm.
Đến năm 168 TCN, ông lại ra chiếu chỉ thu nửa số thuế. Trước thời Văn đế, số thuế thu là 1/15 tổng sản lượng thu hoạch, tới lúc đó giảm đi một nửa tức là chỉ thu 1/30 sản lượng, giảm vài chục lần so với thời nhà Tần. Nhờ chính sách phát triển nông nghiệp, mùa màng bội thu nên việc giảm thuế cũng không làm vơi ngân khố. Sang năm 167 TCN, ông lại hạ lệnh cho dân được miễn trừ thuế ruộng cả năm. Đây là trường hợp ít có trong lịch sử Trung Quốc.
Đối với thuế thân, ông cũng cho giảm từ 120 tiền xuống còn 40 tiền. Với việc lao dịch, trước đây mỗi năm người dân phải đi 1 lần, ông ban chiếu giảm xuống còn 3 năm 1 lần. Mỗi khi có thiên tai, ông thường ra lệnh cho chư hầu không cần tiến cống, lại xoá lệnh bỏ cấm núi đầm, tức là mở cửa những núi đầm của hoàng gia cho nhân dân có thể qua lại hái lượm, đánh bắt trong đó kiếm ăn qua thời mất mùa. Ngoài ra, ông còn nhiều lần hạ chiếu cấm các châu quận cống hiến những kỳ trân dị vật.

### Pháp luật
Về hình phạt, Hán Văn đế cũng hướng đến việc nương nhẹ cho dân chúng. Các quan bàn với ông rằng phải có pháp luật thật nặng mới có thể răn đe dân không phạm tội và không nên sửa đổi pháp luật của đời trước để lại. Tuy nhiên Văn Đế không tán thành. Ông cho rằng:
| “ | Pháp luật đúng đắn thì dân tốt; trị tội đúng thì dân theo. Chức trách của các quan lại là dạy dân chúng, hướng dân chúng theo điều tốt. Những kẻ đã không thể hướng dân đến chỗ tốt lại lấy pháp luật không đúng để bắt tội họ, như thế là làm hại dân, làm những điều bạo ngược. | ” |

Ông quyết định bỏ hình phạt tàn khốc, bỏ nhục hình (cắt thân thể), lấy lao dịch hoặc si hình (đánh roi) để thay. Tuy nhiên, cũng có ý kiến cho rằng việc này không hẳn là tích cực. Trên thực tế, bỏ nhục hình thay bằng đánh roi cũng gây tác hại. Có người lẽ ra bị cắt ngón chân, ngón tay nhưng vì xử si hình, phải đánh 300 roi hoặc 500 roi nên không chịu nổi và chết. Vì vậy Hán Thư cho rằng: "Những tưởng giảm nhẹ hình phạt nhưng thực chất là giết người!". Các nhà sử học Trung Quốc cho rằng bản chất ý định của Văn đế là tốt và có nhiều người ủng hộ; việc ban hành luật và người thực hiện có khoảng cách nhất định. Ngoài việc đề ra luật, Hán Văn đế cũng là người biết tuân thủ pháp luật.

### Chính sách đối ngoại

#### Với Hung Nô
Từ thời Chiến Quốc và thời Tần, Hung Nô đã hay gây hấn với Trung Quốc. Hán Cao Tổ đã cùng chính sách hoà hoãn để giữ biên giới phía bắc. Văn đế tiếp tục duy trì chính sách đó.
Một mặt, ông dùng chính sách cầu thân với Hung Nô để tránh động binh. Mặt khác, ông tăng cường binh lực và sẵn sàng đối phó khi Hung Nô phạm giao ước. Ông điều 85.000 quân lên Cáo Nô, cử Dĩnh Âm hầu Quán Anh làm chỉ huy khiến quân Hung Nô phải rút ra khỏi biên ải.
Sau đó ông bổ nhiệm thêm Chu Xá làm Vệ tướng quân, Trương Vũ làm Xa kỵ tướng quân đóng ở quanh sông Vị với vài chục vạn quân. Khi Hung Nô lại xâm phạm, ông sai Trương Tương Như, Đổng Xích và Loan Bố làm tướng đi đánh, đuổi được Hung Nô ra ngoài biên giới.
Văn đế chủ trương đưa quân lên phòng thủ và chỉ ra quân khi địch phạm vào cõi; ông không huy động đông người để phát động chiến tranh làm nhọc sức dân.

#### Với Nam Việt
Triệu Đà là tướng nhà Tần, nhân thời Hán Sở tranh hùng đã cát cứ ở Bách Việt, lập ra nước Nam Việt, tự xưng Nam Việt vương. Thời Hán Cao Tổ, Triệu Đà đã thần phục. Đến thời Lã hậu, vì năm 184 TCN Lã Hậu sai tướng đi đánh Nam Việt, Triệu Đà bèn mang quân chống lại, đánh bại quân Hán. Nhân đó, Triệu Đà đánh luôn lên quận Trường Sa của nhà Hán, đánh phá xong mới lui binh và xưng làm Nam Việt Vũ Đế, nhà Hán không làm gì được.
Hán Văn Đế chủ trương không dùng vũ lực với Nam Việt mà tìm cách vỗ về. Biết mồ mả tổ tiên Triệu Đà ở Chân Định, ông sai người đến trông coi mồ mả cho tổ tiên Triệu Đà, một năm 4 lần tế lễ trọng thể, lại phong quan tước cho chú bác, anh em Triệu Đà.
Nhân Lục Giả là người từng đi sứ Nam Việt thời Hán Cao Tổ, ông sai Lục Giả đi sứ Nam Việt lần nữa để thuyết phục Triệu Đà thần phục nhà Hán như trước. Trong thư gửi Triệu Đà, ông viết:
Triệu Đà đọc thư của ông rất cảm động, đồng ý từ bỏ đế hiệu, xưng thần với nhà Hán như trước.

### Chính sách với các chư hầu
Xem thêm: Lưu Trường
Từ thời Hán Cao Tổ, việc đối phó với các chư hầu trở thành vấn đề khiến thiên tử phải lo lắng vì thế lực các chư hầu rất mạnh. Sau khi lên ngôi, Hán Văn đế khôi phục lại ngôi chư hầu Tề, Triệu, Sở cho người trong họ để đáp lại sự ủng hộ của họ trong cuộc binh biến chống họ Lã. Tuy nhiên, ông vẫn phải đối mặt với nguy cơ phản loạn từ họ.
Năm 177 TCN, Tế Bắc vương Lưu Hưng Cư cậy công đánh họ Lã, dấy binh làm phản, tiến quân về phía tây đánh Vinh Dương. Văn đế điều quân nhanh chóng đánh bại khiến Tế Bắc vương phải tự sát.
Hoài Nam vương Lưu Trường là người em còn lại của Văn đế không biết giữ lễ phép; Văn đế nhiều lần tha tội nhưng Trường không sửa đổi, vẫn phạm điều cấm, gọi vua bằng "anh", ngồi trộm xe vua. Vì có tư thù với Thẩm Tự Cơ Lưu Trường tự ý giết chết Tự Cơ. Trước sự ngang tàng của Trường, Văn đế chỉ xuống chiếu khiển trách, nhờ cậu là Bạc Chiêu khuyên bảo. Lưu Trường không nghe, lại có ý coi thường nhà vua. Năm 174 TCN, Trường đồng mưu với một số người, lại câu kết với Hung Nô và Mân Việt để làm phản. Âm mưu bị bại lộ, Trường bị phế truất và đày ra Nghiêm Đạo. Trên đường áp giải, Trường tự sát.
Trước vấn đề chư hầu, Văn đế theo đề nghị của Giả Nghị trong bản "Sách lược trị an". Dù lúc Giả Nghị còn sống, kiến nghị không được thực thi nhưng sau khi Nghị mất, Văn đế đã áp dụng. Năm 164 TCN, nhân lúc Tề Văn vương (cháu đích tôn Hán Cao Đế) mất không có ai nối, ông chia nhỏ nước Tề làm 6 nước: Tề, Tế Bắc, Tế Nam, Giao Tây, Giao Đông, Tri Xuyên phong cho những người trong họ, còn quận Lang Nha thì lấy về triều đình. Với nước Hoài Nam, ông điều Hoài Nam vương Lưu Hỷ làm Thành Dương vương, chia Hoài Nam làm 3: Hoài Nam, Hành Sơn, Lư Giang.
Bước đầu Văn đế chia nhỏ lực lượng các chư hầu nhưng vẫn chưa triệt để. Dù sau đó Tiều Thác có kiến nghị làm yếu các chư hầu khác như Ngô, Sở nhưng Văn đế ngại động chạm và gây mâu thuẫn nên không chấp thuận.

### Đề xướng tiết kiệm
Trong giai đoạn đầu, nhà Hán đang ở thời kỳ khôi phục kinh tế; tài chính và vật tư đều thiếu thốn. Trước bối cảnh đó, Hán Văn đế chi dùng rất tiết kiệm. Ông trở thành vị vua tiết kiệm nổi tiếng trong lịch sử Trung Quốc.
Trong suốt thời gian ông làm vua, số lượng chó, ngựa trong vườn và người hầu trong cung không hề tăng thêm. Ông từng dự tính xây dựng toà lộ đài (đài hứng sương) trong cung, nhưng khi gọi thợ vào tính toán, được biết sẽ tốn khoảng trăm cân vàng, ông cho rằng:
Số vàng đó bằng sản nghiệp 10 hộ bậc trung, ta ở trong cung điện do tiên đế xây cất đã thường cảm thấy lo sợ xấu hổ, sao còn xây thêm cái mới?

## Cuối đời
Những năm cuối đời, Hán Văn Đế dần trở nên mê tín, đi tìm những thuốc như trường sinh bất tử. Ông nghe theo lời của phù thủy Tân Viên Bình (新垣平), xây dựng một ngôi đền ở phía Bắc sông Vị (渭河) để phụng thờ các vị thần. Sau đó, ông còn ban thưởng vàng bạc cho Tân Viên Bình; nghe theo lời của Viên Bình, Văn Đế đã cho xây nhiều đền thờ khác trong khắp nước, làm tiêu hao nhiều công sức của dân chúng.
Năm 164 TCN, Tân Viên Bình sai thuộc hạ đặt một chiếc cốc ngọc ở ngoài cung điện, với nhiều ký tự kì bí; ngoài ra còn tiên đoán được việc mặt trời sẽ bị che lấp trong khoảng thời gian (hiện tượng này về sau được lý giải chính là nhật thực). Để đáp lại, Văn Đế đã công bố mở một lễ hội trong toàn Đại Hán, và bắt đầu tính lại thời kì trị vì của mình, mà theo đó các sử gia gọi là năm Hậu Nguyên (後元). Cuối năm đó, có người tố cáo Tân Viên Bình là phù thủy và những gì Viên Bình bày vẽ ra là lừa dối, Văn Đế tức giận và đã cho xử tử ông ta cùng những thân tín. Từ đó về sau Văn Đế không còn mê tín dị đoan nữa.
Năm 157 TCN, ngày 6 tháng 7, Hán Văn Đế qua đời, hưởng thọ 46 tuổi, ở ngôi được 23 năm. Ông được truy tôn miếu hiệu là Thái Tông (太宗), thụy hiệu Hiếu Văn hoàng đế (孝文皇帝).
Văn Đế mất, Thái tử Lưu Khải lên kế vị, tức là Hán Cảnh Đế.

## Niên hiệu
Cái gọi là niên hiệu chỉ thực sự ghi nhận dưới thời cháu ông là Hán Vũ Đế, lần đầu tiên xác lập định nghĩa niên hiệu bằng cách đặt niên hiệu đầu tiên trong lịch sử, gọi là Nguyên Quang (元光). Thời kì trị vì của Văn Đế được gọi theo 2 thời kỳ sau:
- Kiến Nguyên (前元; 179 TCN-164 TCN).
- Hậu Nguyên (後元; 163 TCN-157 TCN).

## Lăng mộ
Hán Văn đế được chôn ở Bá Lăng (霸陵). Khi sắp mất, ông ra chỉ thị rằng vật tuỳ táng chỉ gồm có đồ gốm, trong mộ không trang trí hào hoa, trên lăng không đắp nấm đất cao để tiết kiệm, bớt sức dân. Khi lâm chung, Văn đế còn nhắc lại trong di chiếu ý định chôn cất đơn giản, giảm bớt việc táng tế, giảm bớt cảnh quan núi sông vốn có ở Bá Lăng dành cho ông.
Có giai thoại cho rằng, người đời sau đã đào được nhiều vàng bạc châu báu trong Bá Lăng và kết luận rằng: di chiếu của Văn đế chỉ là tuyên truyền chính trị giả dối. Nhưng các nhà sử học Trung Quốc cho rằng có 2 nguyên nhân khác khiến Bá Lăng nhiều châu báu:
1. Thứ nhất, có thể Hán Cảnh đế không hoàn toàn làm theo lời vua cha, đã chôn cất nhiều của cải xuống đó.
2. Thứ hai, vợ ông là Hiếu Văn Đậu Hoàng hậu - mẹ Hán Cảnh Đế, bà nội Hán Vũ Đế - mất vào thời Hán Vũ đế và được nhập táng với Văn Đế ở Bá Lăng. Hán Vũ đế đã làm nghi lễ long trọng cho bà nội và chôn xuống nhiều của quý, vì vậy Bá Lăng vẫn chứa nhiều đồ châu báu[13].

## Sự ảnh hưởng

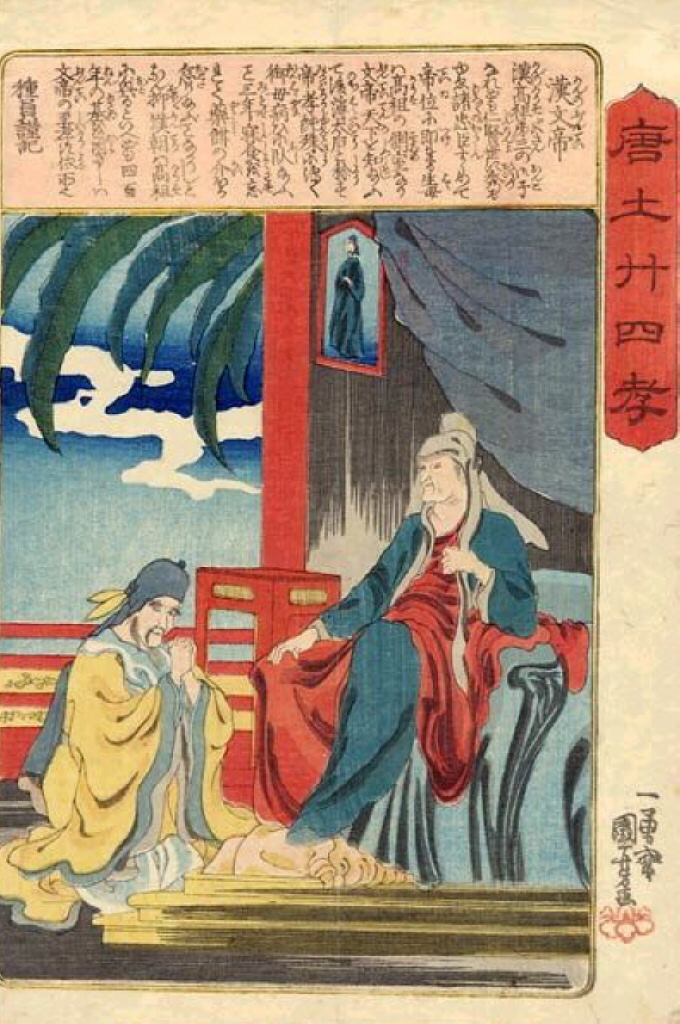
Một bức Ukiyo-e mô tả Hán Văn Đế nếm thuốc cho mẹ, vẽ bởi Utagawa Kuniyoshi

Hán Văn Đế được biết đến không chỉ qua lịch sử Trung Quốc, mà còn đến Nhật Bản, Triều Tiên và Việt Nam, được nhìn nhận là một trong những vị Hoàng đế đáng khen, hình mẫu của một vị Hoàng đế nhân từ và độ lượng. Thời kỳ trị vì của ông nổi tiếng với việc đề xuất tiết kiệm và gia giảm hình phạt đối với dân chúng. Thời đại của ông cùng con trai Hán Cảnh Đế, gọi là Văn Cảnh chi trị (文景之治), trở thành một trong những thời kỳ thịnh vượng và đức độ trong lịch sử.
Ngoài ra, Hán Văn Đế còn nổi tiếng bởi sự hiếu thảo, được liệt vào một trong Nhị thập tứ hiếu nổi tiếng trong văn hóa Trung Quốc. Chuyện kể rằng, vào một lần mẹ ông Bạc Cơ bị ốm, Văn Đế cứ hễ có thời gian là đều đến thăm mẹ. Ông đã tự mình nếm thử tất cả mọi loại thức ăn và thuốc dâng lên cho Bạc Cơ.

## Gia đình
- Thân phụ: Hán Cao Tổ Lưu Bang.
- Thân mẫu: Bạc phu nhân (薄夫人, ? - 155 TCN), thường gọi Bạc Cơ (薄姬), người huyện Ngô, quận Cối Kê. Khi Văn Đế lên ngôi được tôn làm Hoàng thái hậu, rồi Hán Cảnh Đế tôn làm Thái hoàng thái hậu.
- Hậu phi:

1. Đại vương hậu (代王后), nguyên phối của Văn Đế khi còn ở nước Đại, sinh 4 người con đầu bị mất sớm[14]. Sau khi qua đời, Văn Đế thương tiếc nên để trống ngôi Vương hậu, không lập kế thất mãi đến khi về Trường An đăng cơ Hoàng đế. Tuy là nguyên phối nhưng bà không được truy phong thụy hiệu Hoàng hậu.
2. Hiếu Văn Đậu Hoàng hậu (孝文竇皇后, 205 - 135 TCN), thiếp của Văn Đế khi còn ở nước Đại, sinh Quán Đào công chúa, Hán Cảnh Đế Lưu Khải và Lương vương Lưu Vũ. Sau trở thành Hoàng hậu duy nhất nhân dịp Lưu Khải được phong Hoàng thái tử[15][16][17].
3. Thận phu nhân (慎夫人), thụ sủng, không con.
4. Doãn phu nhân (尹夫人), thụ sủng, không con.

- Hoàng tử:

1. Bốn người con trai đầu do Đại Vương hậu sinh, mất từ khi còn nhỏ[14].
2. Hán Cảnh Đế Lưu Khải (劉啟), mẹ là Hiếu Văn Đậu hoàng hậu.
3. Lương Hiếu vương Lưu Vũ (梁孝王劉武, ? - 144 TCN), mẹ là Hiếu Văn Đậu hoàng hậu.
4. Đại Hiếu vương Lưu Tham (代孝王劉參, ? - 162 TCN), mẹ không rõ.
5. Lương Hoài vương Lưu Ấp (梁怀王劉揖, ? - 174 TCN), mẹ không rõ.

- Hoàng nữ:

1. Quán Đào công chúa (馆陶公主, ? - 116 TCN), tên Lưu Phiếu (劉嫖), hạ giá lấy Trần Ngọ (陈午).
2. Xương Bình công chúa (昌平公主), hạ giá lấy con trai Chu Bột là Chu Thắng Chi (周勝之).

|  |  |  |  |  |  |  |  |                                     |                                     |                                     |                                     |                                     |                                     |  |  |  |  |                                    |                                    |                                    |                                    | 1 Hán Cao Tổ ?-195TCN 256-195TCN   |                                    |  |  |  |  |                                    |                                    |                                    |                                    |                                    |                                    |  |  |  |  |                                         |                                         |                                         |                                         |                                         |                                         |  |  |  |  |                                        |                                        |                                        |                                        |                                        |                                        |  |  |  |  |  |  |  |  |  |  |  |  |  |  |  |  |  |  |  |  |  |  |  |  |
|  |  |  |  |  |  |  |  |                                     |                                     |                                     |                                     |                                     |                                     |  |  |  |  |                                    |                                    |                                    |                                    |                                    |                                    |  |  |  |  |                                    |                                    |                                    |                                    |                                    |                                    |  |  |  |  |                                         |                                         |                                         |                                         |                                         |                                         |  |  |  |  |                                        |                                        |                                        |                                        |                                        |                                        |  |  |  |  |  |  |  |  |  |  |  |  |  |  |  |  |  |  |  |  |  |  |  |  |
|  |  |  |  |  |  |  |  |                                     |                                     |                                     |                                     |                                     |                                     |  |  |  |  |                                    |                                    |                                    |                                    |                                    |                                    |  |  |  |  |                                    |                                    |                                    |                                    |                                    |                                    |  |  |  |  |                                         |                                         |                                         |                                         |                                         |                                         |  |  |  |  |                                        |                                        |                                        |                                        |                                        |                                        |  |  |  |  |  |  |  |  |  |  |  |  |  |  |  |  |  |  |  |  |  |  |  |  |
|  |  |  |  |  |  |  |  | 5 Hán Văn Đế 180-157TCN 202–157TCN  | 5 Hán Văn Đế 180-157TCN 202–157TCN  | 5 Hán Văn Đế 180-157TCN 202–157TCN  | 5 Hán Văn Đế 180-157TCN 202–157TCN  | 5 Hán Văn Đế 180-157TCN 202–157TCN  | 5 Hán Văn Đế 180-157TCN 202–157TCN  |  |  |  |  | Lưu Cứ                             | Lưu Cứ                             | Lưu Cứ                             | Lưu Cứ                             | Lưu Cứ                             | Lưu Cứ                             |  |  |  |  | Lưu Bác                            | Lưu Bác                            | Lưu Bác                            | Lưu Bác                            | Lưu Bác                            | Lưu Bác                            |  |  |  |  | 2 Hán Huệ Đế 194-188TCN 210–188TCN      | 2 Hán Huệ Đế 194-188TCN 210–188TCN      | 2 Hán Huệ Đế 194-188TCN 210–188TCN      | 2 Hán Huệ Đế 194-188TCN 210–188TCN      | 2 Hán Huệ Đế 194-188TCN 210–188TCN      | 2 Hán Huệ Đế 194-188TCN 210–188TCN      |  |  |  |  |                                        |                                        |                                        |                                        |                                        |                                        |  |  |  |  |  |  |  |  |  |  |  |  |  |  |  |  |  |  |  |  |  |  |  |  |
|  |  |  |  |  |  |  |  | 5 Hán Văn Đế 180-157TCN 202–157TCN  | 5 Hán Văn Đế 180-157TCN 202–157TCN  | 5 Hán Văn Đế 180-157TCN 202–157TCN  | 5 Hán Văn Đế 180-157TCN 202–157TCN  | 5 Hán Văn Đế 180-157TCN 202–157TCN  | 5 Hán Văn Đế 180-157TCN 202–157TCN  |  |  |  |  | Lưu Cứ                             | Lưu Cứ                             | Lưu Cứ                             | Lưu Cứ                             | Lưu Cứ                             | Lưu Cứ                             |  |  |  |  | Lưu Bác                            | Lưu Bác                            | Lưu Bác                            | Lưu Bác                            | Lưu Bác                            | Lưu Bác                            |  |  |  |  | 2 Hán Huệ Đế 194-188TCN 210–188TCN      | 2 Hán Huệ Đế 194-188TCN 210–188TCN      | 2 Hán Huệ Đế 194-188TCN 210–188TCN      | 2 Hán Huệ Đế 194-188TCN 210–188TCN      | 2 Hán Huệ Đế 194-188TCN 210–188TCN      | 2 Hán Huệ Đế 194-188TCN 210–188TCN      |  |  |  |  |                                        |                                        |                                        |                                        |                                        |                                        |  |  |  |  |  |  |  |  |  |  |  |  |  |  |  |  |  |  |  |  |  |  |  |  |
|  |  |  |  |  |  |  |  |                                     |                                     |                                     |                                     |                                     |                                     |  |  |  |  |                                    |                                    |                                    |                                    |                                    |                                    |  |  |  |  |                                    |                                    |                                    |                                    |                                    |                                    |  |  |  |  |                                         |                                         |                                         |                                         |                                         |                                         |  |  |  |  |                                        |                                        |                                        |                                        |                                        |                                        |  |  |  |  |  |  |  |  |  |  |  |  |  |  |  |  |  |  |  |  |  |  |  |  |
|  |  |  |  |  |  |  |  | 6 Hán Cảnh Đế 157-141TCN 188–141TCN | 6 Hán Cảnh Đế 157-141TCN 188–141TCN | 6 Hán Cảnh Đế 157-141TCN 188–141TCN | 6 Hán Cảnh Đế 157-141TCN 188–141TCN | 6 Hán Cảnh Đế 157-141TCN 188–141TCN | 6 Hán Cảnh Đế 157-141TCN 188–141TCN |  |  |  |  | Lưu Tiến                           | Lưu Tiến                           | Lưu Tiến                           | Lưu Tiến                           | Lưu Tiến                           | Lưu Tiến                           |  |  |  |  | 9 Xương Ấp Vương 74-74TCN 92-59TCN | 9 Xương Ấp Vương 74-74TCN 92-59TCN | 9 Xương Ấp Vương 74-74TCN 92-59TCN | 9 Xương Ấp Vương 74-74TCN 92-59TCN | 9 Xương Ấp Vương 74-74TCN 92-59TCN | 9 Xương Ấp Vương 74-74TCN 92-59TCN |  |  |  |  | 3 Hán Tiền Thiếu Đế 188-184TCN ?–184TCN | 3 Hán Tiền Thiếu Đế 188-184TCN ?–184TCN | 3 Hán Tiền Thiếu Đế 188-184TCN ?–184TCN | 3 Hán Tiền Thiếu Đế 188-184TCN ?–184TCN | 3 Hán Tiền Thiếu Đế 188-184TCN ?–184TCN | 3 Hán Tiền Thiếu Đế 188-184TCN ?–184TCN |  |  |  |  | 4 Hán Hậu Thiếu Đế 184-180TCN ?–180TCN | 4 Hán Hậu Thiếu Đế 184-180TCN ?–180TCN | 4 Hán Hậu Thiếu Đế 184-180TCN ?–180TCN | 4 Hán Hậu Thiếu Đế 184-180TCN ?–180TCN | 4 Hán Hậu Thiếu Đế 184-180TCN ?–180TCN | 4 Hán Hậu Thiếu Đế 184-180TCN ?–180TCN |  |  |  |  |  |  |  |  |  |  |  |  |  |  |  |  |  |  |  |  |  |  |  |  |
|  |  |  |  |  |  |  |  | 6 Hán Cảnh Đế 157-141TCN 188–141TCN | 6 Hán Cảnh Đế 157-141TCN 188–141TCN | 6 Hán Cảnh Đế 157-141TCN 188–141TCN | 6 Hán Cảnh Đế 157-141TCN 188–141TCN | 6 Hán Cảnh Đế 157-141TCN 188–141TCN | 6 Hán Cảnh Đế 157-141TCN 188–141TCN |  |  |  |  | Lưu Tiến                           | Lưu Tiến                           | Lưu Tiến                           | Lưu Tiến                           | Lưu Tiến                           | Lưu Tiến                           |  |  |  |  | 9 Xương Ấp Vương 74-74TCN 92-59TCN | 9 Xương Ấp Vương 74-74TCN 92-59TCN | 9 Xương Ấp Vương 74-74TCN 92-59TCN | 9 Xương Ấp Vương 74-74TCN 92-59TCN | 9 Xương Ấp Vương 74-74TCN 92-59TCN | 9 Xương Ấp Vương 74-74TCN 92-59TCN |  |  |  |  | 3 Hán Tiền Thiếu Đế 188-184TCN ?–184TCN | 3 Hán Tiền Thiếu Đế 188-184TCN ?–184TCN | 3 Hán Tiền Thiếu Đế 188-184TCN ?–184TCN | 3 Hán Tiền Thiếu Đế 188-184TCN ?–184TCN | 3 Hán Tiền Thiếu Đế 188-184TCN ?–184TCN | 3 Hán Tiền Thiếu Đế 188-184TCN ?–184TCN |  |  |  |  | 4 Hán Hậu Thiếu Đế 184-180TCN ?–180TCN | 4 Hán Hậu Thiếu Đế 184-180TCN ?–180TCN | 4 Hán Hậu Thiếu Đế 184-180TCN ?–180TCN | 4 Hán Hậu Thiếu Đế 184-180TCN ?–180TCN | 4 Hán Hậu Thiếu Đế 184-180TCN ?–180TCN | 4 Hán Hậu Thiếu Đế 184-180TCN ?–180TCN |  |  |  |  |  |  |  |  |  |  |  |  |  |  |  |  |  |  |  |  |  |  |  |  |
|  |  |  |  |  |  |  |  | 7 Hán Vũ Đế 140-87TCN 156-87TCN     | 7 Hán Vũ Đế 140-87TCN 156-87TCN     | 7 Hán Vũ Đế 140-87TCN 156-87TCN     | 7 Hán Vũ Đế 140-87TCN 156-87TCN     | 7 Hán Vũ Đế 140-87TCN 156-87TCN     | 7 Hán Vũ Đế 140-87TCN 156-87TCN     |  |  |  |  | 10 Hán Tuyên Đế 74-49TCN 91-49TCN  | 10 Hán Tuyên Đế 74-49TCN 91-49TCN  | 10 Hán Tuyên Đế 74-49TCN 91-49TCN  | 10 Hán Tuyên Đế 74-49TCN 91-49TCN  | 10 Hán Tuyên Đế 74-49TCN 91-49TCN  | 10 Hán Tuyên Đế 74-49TCN 91-49TCN  |  |  |  |  |                                    |                                    |                                    |                                    |                                    |                                    |  |  |  |  |                                         |                                         |                                         |                                         |                                         |                                         |  |  |  |  |                                        |                                        |                                        |                                        |                                        |                                        |  |  |  |  |  |  |  |  |  |  |  |  |  |  |  |  |  |  |  |  |  |  |  |  |
|  |  |  |  |  |  |  |  | 7 Hán Vũ Đế 140-87TCN 156-87TCN     | 7 Hán Vũ Đế 140-87TCN 156-87TCN     | 7 Hán Vũ Đế 140-87TCN 156-87TCN     | 7 Hán Vũ Đế 140-87TCN 156-87TCN     | 7 Hán Vũ Đế 140-87TCN 156-87TCN     | 7 Hán Vũ Đế 140-87TCN 156-87TCN     |  |  |  |  | 10 Hán Tuyên Đế 74-49TCN 91-49TCN  | 10 Hán Tuyên Đế 74-49TCN 91-49TCN  | 10 Hán Tuyên Đế 74-49TCN 91-49TCN  | 10 Hán Tuyên Đế 74-49TCN 91-49TCN  | 10 Hán Tuyên Đế 74-49TCN 91-49TCN  | 10 Hán Tuyên Đế 74-49TCN 91-49TCN  |  |  |  |  |                                    |                                    |                                    |                                    |                                    |                                    |  |  |  |  |                                         |                                         |                                         |                                         |                                         |                                         |  |  |  |  |                                        |                                        |                                        |                                        |                                        |                                        |  |  |  |  |  |  |  |  |  |  |  |  |  |  |  |  |  |  |  |  |  |  |  |  |
|  |  |  |  |  |  |  |  | 8 Hán Chiêu Đế 95–74TCN 87-74TCN    | 8 Hán Chiêu Đế 95–74TCN 87-74TCN    | 8 Hán Chiêu Đế 95–74TCN 87-74TCN    | 8 Hán Chiêu Đế 95–74TCN 87-74TCN    | 8 Hán Chiêu Đế 95–74TCN 87-74TCN    | 8 Hán Chiêu Đế 95–74TCN 87-74TCN    |  |  |  |  | 11 Hán Nguyên Đế 49-33TCN 76–33TCN | 11 Hán Nguyên Đế 49-33TCN 76–33TCN | 11 Hán Nguyên Đế 49-33TCN 76–33TCN | 11 Hán Nguyên Đế 49-33TCN 76–33TCN | 11 Hán Nguyên Đế 49-33TCN 76–33TCN | 11 Hán Nguyên Đế 49-33TCN 76–33TCN |  |  |  |  |                                    |                                    |                                    |                                    |                                    |                                    |  |  |  |  |                                         |                                         |                                         |                                         |                                         |                                         |  |  |  |  |                                        |                                        |                                        |                                        |                                        |                                        |  |  |  |  |  |  |  |  |  |  |  |  |  |  |  |  |  |  |  |  |  |  |  |  |
|  |  |  |  |  |  |  |  | 8 Hán Chiêu Đế 95–74TCN 87-74TCN    | 8 Hán Chiêu Đế 95–74TCN 87-74TCN    | 8 Hán Chiêu Đế 95–74TCN 87-74TCN    | 8 Hán Chiêu Đế 95–74TCN 87-74TCN    | 8 Hán Chiêu Đế 95–74TCN 87-74TCN    | 8 Hán Chiêu Đế 95–74TCN 87-74TCN    |  |  |  |  | 11 Hán Nguyên Đế 49-33TCN 76–33TCN | 11 Hán Nguyên Đế 49-33TCN 76–33TCN | 11 Hán Nguyên Đế 49-33TCN 76–33TCN | 11 Hán Nguyên Đế 49-33TCN 76–33TCN | 11 Hán Nguyên Đế 49-33TCN 76–33TCN | 11 Hán Nguyên Đế 49-33TCN 76–33TCN |  |  |  |  |                                    |                                    |                                    |                                    |                                    |                                    |  |  |  |  |                                         |                                         |                                         |                                         |                                         |                                         |  |  |  |  |                                        |                                        |                                        |                                        |                                        |                                        |  |  |  |  |  |  |  |  |  |  |  |  |  |  |  |  |  |  |  |  |  |  |  |  |
|  |  |  |  |  |  |  |  |                                     |                                     |                                     |                                     |                                     |                                     |  |  |  |  |                                    |                                    |                                    |                                    |                                    |                                    |  |  |  |  |                                    |                                    |                                    |                                    |                                    |                                    |  |  |  |  |                                         |                                         |                                         |                                         |                                         |                                         |  |  |  |  |                                        |                                        |                                        |                                        |                                        |                                        |  |  |  |  |  |  |  |  |  |  |  |  |  |  |  |  |  |  |  |  |  |  |  |  |
|  |  |  |  |  |  |  |  | Lưu Khang                           | Lưu Khang                           | Lưu Khang                           | Lưu Khang                           | Lưu Khang                           | Lưu Khang                           |  |  |  |  | Lưu Hưng                           | Lưu Hưng                           | Lưu Hưng                           | Lưu Hưng                           | Lưu Hưng                           | Lưu Hưng                           |  |  |  |  | Lưu Hiển                           | Lưu Hiển                           | Lưu Hiển                           | Lưu Hiển                           | Lưu Hiển                           | Lưu Hiển                           |  |  |  |  | 12 Hán Thành Đế 33–7TCN 51-7TCN         | 12 Hán Thành Đế 33–7TCN 51-7TCN         | 12 Hán Thành Đế 33–7TCN 51-7TCN         | 12 Hán Thành Đế 33–7TCN 51-7TCN         | 12 Hán Thành Đế 33–7TCN 51-7TCN         | 12 Hán Thành Đế 33–7TCN 51-7TCN         |  |  |  |  |                                        |                                        |                                        |                                        |                                        |                                        |  |  |  |  |  |  |  |  |  |  |  |  |  |  |  |  |  |  |  |  |  |  |  |  |
|  |  |  |  |  |  |  |  | Lưu Khang                           | Lưu Khang                           | Lưu Khang                           | Lưu Khang                           | Lưu Khang                           | Lưu Khang                           |  |  |  |  | Lưu Hưng                           | Lưu Hưng                           | Lưu Hưng                           | Lưu Hưng                           | Lưu Hưng                           | Lưu Hưng                           |  |  |  |  | Lưu Hiển                           | Lưu Hiển                           | Lưu Hiển                           | Lưu Hiển                           | Lưu Hiển                           | Lưu Hiển                           |  |  |  |  | 12 Hán Thành Đế 33–7TCN 51-7TCN         | 12 Hán Thành Đế 33–7TCN 51-7TCN         | 12 Hán Thành Đế 33–7TCN 51-7TCN         | 12 Hán Thành Đế 33–7TCN 51-7TCN         | 12 Hán Thành Đế 33–7TCN 51-7TCN         | 12 Hán Thành Đế 33–7TCN 51-7TCN         |  |  |  |  |                                        |                                        |                                        |                                        |                                        |                                        |  |  |  |  |  |  |  |  |  |  |  |  |  |  |  |  |  |  |  |  |  |  |  |  |
|  |  |  |  |  |  |  |  | 13 Hán Ai Đế 26-1TCN 7-1TCN         | 13 Hán Ai Đế 26-1TCN 7-1TCN         | 13 Hán Ai Đế 26-1TCN 7-1TCN         | 13 Hán Ai Đế 26-1TCN 7-1TCN         | 13 Hán Ai Đế 26-1TCN 7-1TCN         | 13 Hán Ai Đế 26-1TCN 7-1TCN         |  |  |  |  | 14 Hán Bình Đế 9TCN–5SCN 1TCN-5SCN | 14 Hán Bình Đế 9TCN–5SCN 1TCN-5SCN | 14 Hán Bình Đế 9TCN–5SCN 1TCN-5SCN | 14 Hán Bình Đế 9TCN–5SCN 1TCN-5SCN | 14 Hán Bình Đế 9TCN–5SCN 1TCN-5SCN | 14 Hán Bình Đế 9TCN–5SCN 1TCN-5SCN |  |  |  |  | 15 Nhũ Tử Anh 5–8 25–25 5–25       | 15 Nhũ Tử Anh 5–8 25–25 5–25       | 15 Nhũ Tử Anh 5–8 25–25 5–25       | 15 Nhũ Tử Anh 5–8 25–25 5–25       | 15 Nhũ Tử Anh 5–8 25–25 5–25       | 15 Nhũ Tử Anh 5–8 25–25 5–25       |  |  |  |  |                                         |                                         |                                         |                                         |                                         |                                         |  |  |  |  |                                        |                                        |                                        |                                        |                                        |                                        |  |  |  |  |  |  |  |  |  |  |  |  |  |  |  |  |  |  |  |  |  |  |  |  |